# Manuel I Megas Komnenos
Manuel I Megas Komnenos, död 1263, var regerande kejsare av Trapezunt från 1238 till 1263. 